# Initiative populaire « Ville-campagne contre la spéculation foncière »
L'initiative populaire  « Ville-campagne contre la spéculation foncière » est une initiative populaire suisse, rejetée par le peuple et les cantons le 4 décembre 1988.

## Contenu
L'initiative propose de modifier les articles 22ter et 22quater de la Constitution fédérale pour définir un nouveau droit foncier basé sur l'utilisation du sol par son propriétaire uniquement ou pour l'aménagement de logements « à des prix avantageux ». Elle interdit l'achat d'immeubles dans le but de placer des capitaux ou pour les revendre à court terme.
Le texte complet de l'initiative peut être consulté sur le site de la Chancellerie fédérale.

## Déroulement

### Contexte historique
Depuis l'instauration de l'État fédéral de 1848, de nombreuses tentatives ont été faites pour limiter la spéculation foncière sur le plan fédéral, mais toutes sans succès. C'est tout d'abord l'initiative populaire « Protection du sol et du travail par des mesures contre la spéculation », lancée en 1943 par le Mouvement national des jeunes paysans suisses et rejetée en votation le 1er octobre 1950.
En 1963, c'est au tour du Parti socialiste suisse de lancer une initiative populaire « contre la spéculation foncière » visant à limiter la hausse constante des prix de l'immobilier ; elle est rejetée le 2 juillet 1967, mais oblige le gouvernement a proposer des mesures contre la spéculation foncière sous la forme de deux articles constitutionnels garantissant la propriété et définissant une politique d'aménagement du territoire ; cette proposition est acceptée en votation le 14 septembre 1969. À la suite de cette modification constitutionnelle, le parlement développe une loi d'exécution intitulée « loi fédérale sur l'aménagement du territoire » ; attaquée par référendum, cette loi est rejetée une première fois en votation le 13 juin 1976, avant d'entrer en vigueur en 1980.
En parallèle à ce travail, deux initiatives populaires sont encore initiées sur ce sujet : l'initiative « pour un droit
foncier moderne » lancée par le Parti socialiste en 1975 et l'initiative « pour une propriété non spéculative du sol », dite initiative Delafontaine du nom de son auteur Olivier Delafontaine ; ces deux initiatives ne récolteront cependant pas les 100 000 signatures nécessaires.
En lançant cette initiative, ses auteurs dénoncent le marché immobilier décrit comme « intenable ». Ils dénoncent le fait que le pays ne compte de 30 % de propriétaires et que le nombre d'exploitations agricoles indépendantes ait diminué de moitié depuis la Seconde Guerre mondiale. Cette situation serait, selon les initiants, due aux banques, aux compagnies d'assurances et aux caisses de retraite qui « achètent tous les terrains disponibles à des prix exorbitants, totalement inabordables pour les particuliers ».

### Récolte des signatures et dépôt de l'initiative
La récolte des 100 000 signatures a débuté le 24 novembre 1981. L'initiative a été déposée le 24 mai 1983 à la chancellerie fédérale qui l'a déclarée valide le 21 juillet.

### Discussions et recommandations des autorités
Le parlement et le Conseil fédéral recommandent le rejet de cette initiative. Dans son rapport aux chambres fédérales, le gouvernement décrit le nouveau régime proposé comme « trop absolu, pas
assez souple, voire contradictoire ». Il affirme de plus que plusieurs objectifs de l'initiative peuvent être atteints par la voie législative et que d'autres « sont déjà satisfaites par des lois en vigueur ou sur le point de l'être par les révisions en cours ».

### Votation
Soumise à la votation le 4 décembre 1988, l'initiative est refusée par la totalité des 20 6/2 cantons et par 69,2 % des suffrages exprimés. Le tableau ci-dessous détaille les résultats par cantons :